# 犹大·哈-纳西

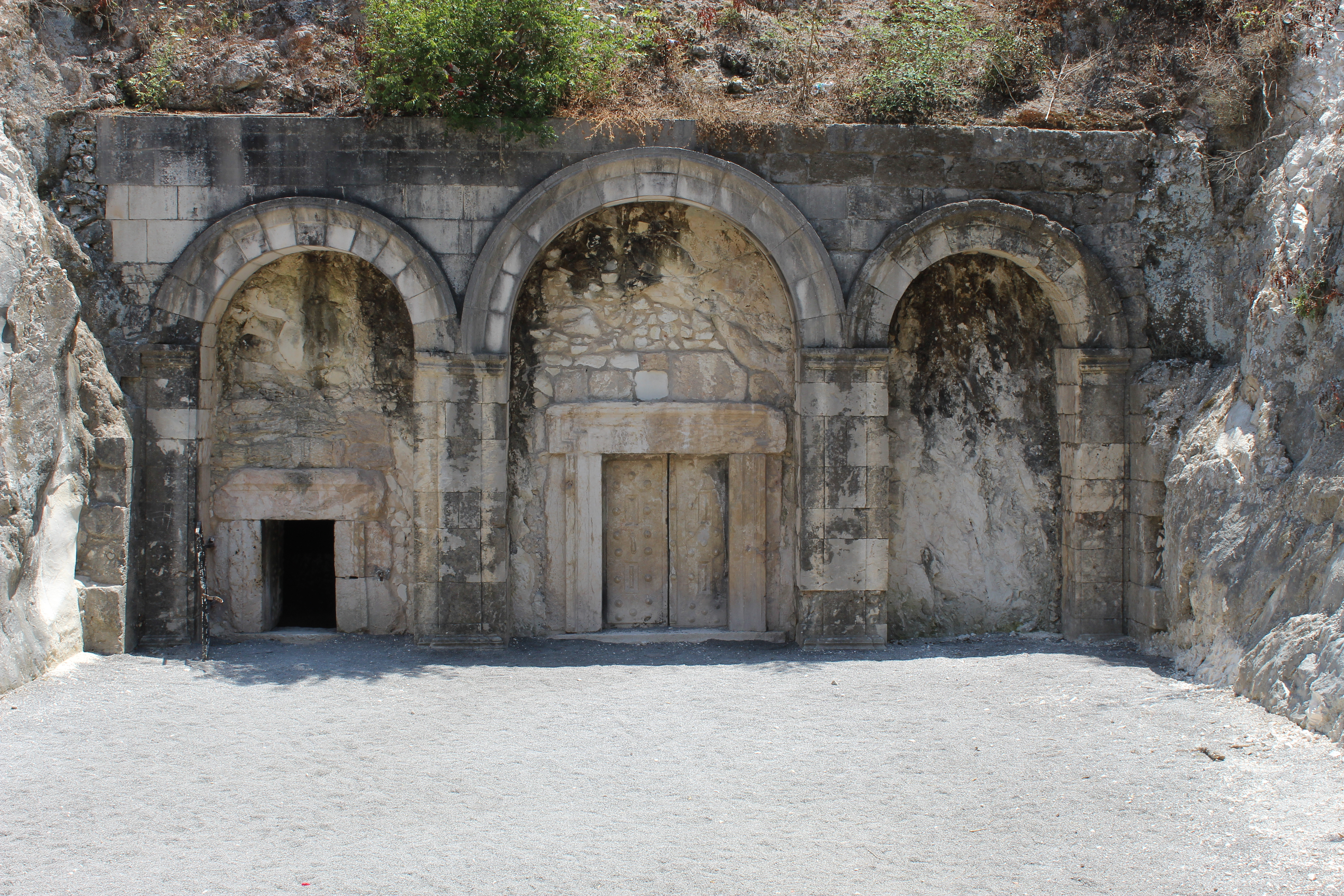
猶大·哈-納西的墓穴

犹大·哈-纳西，也称为犹大王子，是一名犹太历史人物。因他在犹太社群中具有很高地位，他也有拉比或“我们神圣的拉比”（רבנו הקדוש‬）的称号。犹大·哈-纳西是一名西元二世纪时期的拉比，他是密西拿的首席修订者和编纂者，第五代坦拿，也是犹太地区在罗马帝国统治时期的主要领导人。根据犹太法典的记载，他是的大卫王的后裔，这也是他的称号“犹太王子”中“王子”二字的由来。他的头衔“纳西”则来自于当时的犹太公会的领袖一职（另外一个领袖的称谓是“法庭之父”）。犹大死于犹太历3978年基斯流月15日（大约在西元217年12月1日前后）。